# Air Guinee
Air Guinee – afrykańska linia lotnicza z siedzibą w Conakry.

## Porty docelowe

### Afryka
- Gwinea
  - Konakry (Port lotniczy Konakry)
  - Labe (Port lotniczy Labe)
  - Kankan (Port lotniczy Kankan)
  - Siguiri (Port lotniczy Siguiri)
  - Kissidougou (Port lotniczy Kissidougou)
  - Nzérékoré (Port lotniczy Nzerekore)
  - Sambailo (Port lotniczy Sambailo)
- Senegal
  - Dakar (Port lotniczy Dakar)
- Nigeria
  - Lagos (Port lotniczy Lagos)
- Mali
  - Bamako (Port lotniczy Bamako)
- Wybrzeże Kości Słoniowej
  - Abidżan (Port lotniczy Abidżan)
- Gambia
  - Bandżul (Port lotniczy Bandżul)
- Sierra Leone
  - Freetown (Port lotniczy Freetown)
- Benin
  - Kotonu (Port lotniczy Kotonu)
- Demokratyczna Republika Konga
  - Kinszasa (Port lotniczy Kinszasa)

### Europa
- Holandia
  - Amsterdam (Port lotniczy Amsterdam-Schiphol)

## Flota
- 1 Boeing 737-200C
- 1 Bombardier Dash 7
- 1 Y7-100